# Saint-Connec
 Saint-Connec  (en bretón Sant-Koneg) es una población y comuna francesa, situada en la región de Bretaña, departamento de Côtes-d'Armor, en el distrito de Guingamp y cantón de Mûr-de-Bretagne.

## Demografía
| 472 | 440 | 383 | 332 | 280 | 276 |
| Para los censos de 1962 a 1999 la población legal corresponde a la población sin duplicidades (Fuente: INSEE [Consultar]) |     |     |     |     |     |